# Підкасистий Павло Іванович
Павло Іванович Підкасистий (нар. 8 лютого 1926 — пом. 6 грудня 2013) — радянський педагог, доктор педагогічних наук (1974), професор (1976), член-кореспондент Російської академії освіти (1999), академік Академії соціальних та педагогічних наук, заслужений діяч науки Російської Федерації, працював на кафедрі педагогіки Московського державного обласного університету.

## Наукова діяльність
Професійні інтереси Павла Підкасистого були зосереджені в галузі педагогіки, педагогіки вищої школи та вищої педагогічної освіти, історії педагогіки, дидактики, теорії педагогіки і педагогічної технології, вищої педагогічної освіти.
Вчений розробив концепцію проблемно-модульного навчання, технологію дидактичних ігор у системі підготовки фахівців. Запропонував науково-методичне обґрунтування організації самостійної роботи студентів в умовах інтенсифікації навчання.
Автор і науковий редактор навчальних посібників з педагогіки для студентів педагогічних інститутів, університетів, педагогічних коледжів. Підручник під редакцією П. І. Підкасистого «Педагогіка» витримав кілька видань.
Опублікував багато наукових і науково-методичних робіт, серед яких монографії, навчальні та навчально-методичні посібники, статті у журналах «Педагогіка» тощо.
Член бюро відділення філософії освіти і теоретичної педагогіки Російської академії освіти.

## Нагороди та визнання
- Заслужений діяч науки Російської Федерації